# Sensações (álbum)
Sensações é um álbum de pagode e é considerado álbum de estreia da carreira solo do cantor Péricles, lançado em 2012 no formato CD e DVD pela Som Livre. A produção deste trabalho ficou a cargo de Izaías um ex-integrante do Exaltasamba. É o primeiro DVD do cantor na carreira solo, depois do fim do grupo Exaltasamba. Gravado no Credicard Hall, em São Paulo na madrugada do dia 5 de maio de 2012, estava marcado o show para as 23 horas e 30 minutos, mas o Péricles chegou sorridente com uma hora de atraso e foi ovacionado pela plateia, o show do cantor foi acompanhado por 30 músicos e teve um orquestra de cordas e 3 cantores de apoio.

## Sobre as músicas
Trazendo músicas inéditas e participações do seu filho o cantor Lucas Morato, na música "Linda Voz (Olá)", e do cantor Luan Santana na música "Cuidado Cupido" gravada originalmente na voz do grupo Art Popular. O repertório teve como foco as músicas dos compositores Carica e Prateado do grupo Sensação, a música "Amei" foi composta por esse dois, e já foi anteriormente um dos sucessos do grupo Sensação. Este álbum no formato Blu-Ray traz a música "Minha Razão" como faixa bônus e esta música também foi feita para a trilha sonora de Avenida Brasil, traz também "Dança do Bole Bole" que também foi feita para a trilha sonora da novela Salve Jorge. "Minha Razão" foi anteriormente gravada pelo Exaltasamba no álbum Exaltasamba 25 Anos Ao Vivo quando Péricles ainda era integrante do grupo. Um dos sucessos do álbum é a música "Linguagem dos Olhos".

## Lista de faixas

### CD
| N.º | Título                                 | Compositor(es) | Duração |  |
| 1.  | "Ótima"                                |                | 3:07    |  |
| 2.  | "Meu Sorriso"                          |                | 3:31    |  |
| 3.  | "Aquela Foto"                          |                | 3:47    |  |
| 4.  | "Pedaços"                              |                | 3:48    |  |
| 5.  | "Supra Sumo do Amor"                   |                | 3:29    |  |
| 6.  | "Não Tão Menos Semelhante"             |                | 3:51    |  |
| 7.  | "Depois da Briga"                      |                | 3:43    |  |
| 8.  | "Coração"                              |                | 3:56    |  |
| 9.  | "Me Leva pra Casa"                     |                | 3:40    |  |
| 10. | "Leito de Estrelas"                    |                | 3:56    |  |
| 11. | "Custo a Entender"                     |                | 3:26    |  |
| 12. | "Trajetória"                           |                | 3:19    |  |
| 13. | "Céu de Santo Amaro"                   |                | 3:26    |  |
| 14. | "Oyá"                                  |                | 4:22    |  |
| 15. | "Sentimento Nu"                        |                | 3:46    |  |
| 16. | "Esse Segredo"                         |                | 3:16    |  |
| 17. | "Tempo Perdido"                        |                | 3:24    |  |
| 18. | "Linda Voz (Olá)" (Part. Lucas Morato) |                | 4:29    |  |
| 19. | "Amei"                                 |                | 4:05    |  |
| 20. | "Cuidado Cupido" (Part. Luan Santana)  |                | 4:27    |  |
| 21. | "Linguagem dos Olhos"                  |                | 3:08    |  |

### DVD
| N.º | Título                                 | Duração |  |
| 1.  | "Abertura: Amei"                       |         |  |
| 2.  | "Ótima"                                |         |  |
| 3.  | "Meu Sorriso"                          |         |  |
| 4.  | "Aquela Foto"                          |         |  |
| 5.  | "Pedaços"                              |         |  |
| 6.  | "Supra Sumo do Amor"                   |         |  |
| 7.  | "Não Tão Menos Semelhante"             |         |  |
| 8.  | "Depois da Briga"                      |         |  |
| 9.  | "Coração"                              |         |  |
| 10. | "Me Leva pra Casa"                     |         |  |
| 11. | "Leito de Estrelas"                    |         |  |
| 12. | "Custo a Entender"                     |         |  |
| 13. | "Trajetória"                           |         |  |
| 14. | "Céu de Santo Amaro"                   |         |  |
| 15. | "Oyá"                                  |         |  |
| 16. | "Sentimento Nu"                        |         |  |
| 17. | "Esse Segredo"                         |         |  |
| 18. | "Tempo Perdido"                        |         |  |
| 19. | "Linda Voz (Olá)" (Part. Lucas Morato) |         |  |
| 20. | "Amei"                                 |         |  |
| 21. | "Tudo Azul"                            |         |  |
| 22. | "Cuidado Cupido" (Part. Luan Santana)  |         |  |
| 23. | "Linguagem dos Olhos"                  |         |  |

## Ligação externa
- "Sensações (Ao Vivo) por Péricles". iTunes Store. Consultado em 25 de maio de 2015